# Sparceta siewna
Sparceta siewna, esparceta siewna (Onobrychis viciifolia Scop.) – gatunek rośliny z rodziny bobowatych. Pochodzi z południowo-wschodniej i środkowej Europy (Francja, Austria, Jugosławia, Węgry, Czechy, Słowacja, Rumunia, Bułgaria) oraz Turcji. Jest uprawiana w wielu krajach świata. W Polsce występuje jako roślina uprawna, często dziczejąca (kenofit).

## Morfologia

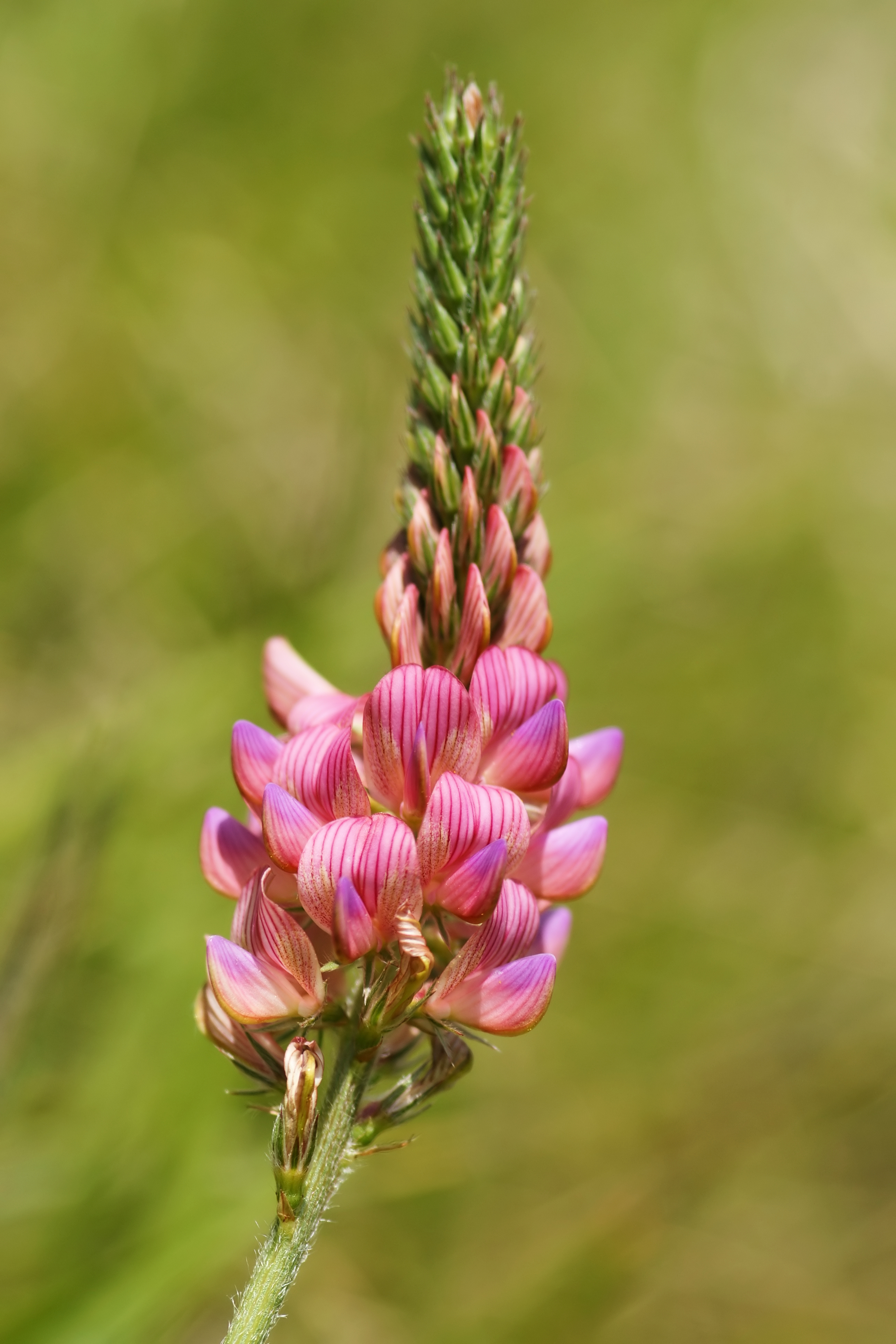
Kwiatostan

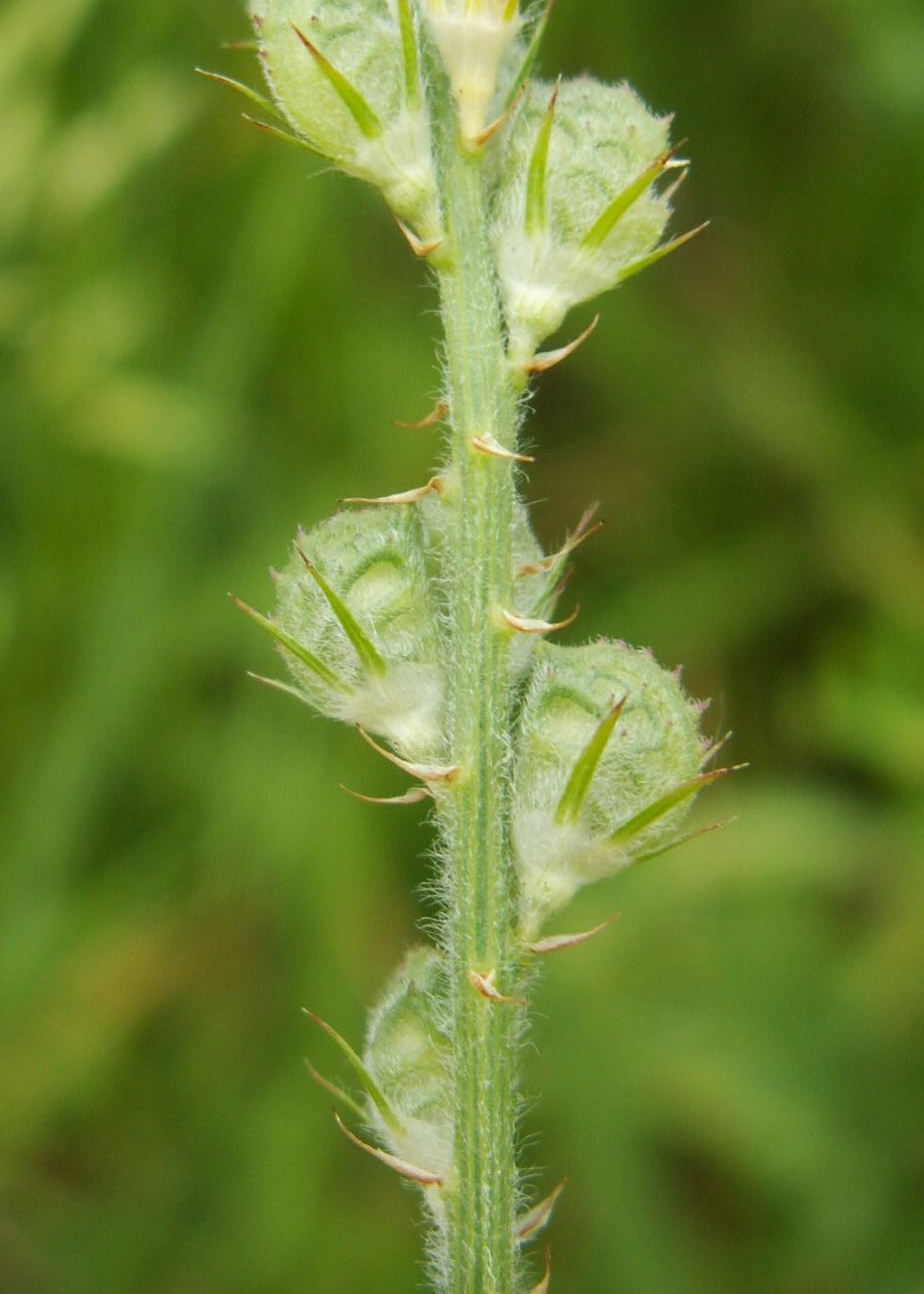
Owoce

PokrójBylina 40–70 cm wysokości.
ŁodygaWzniesiona, o dolnych międzywęźlach wyraźnie wydłużonych, niezbyt silnie owłosiona. Osiąga wysokość 30–80 cm.
LiściePierzaste, złożone 6-12 pa podługowatych listków o szerokości 4–8 mm.
KwiatyKwiatostany groniaste, wydłużone. Kwiaty motylkowe, korona różowa, ciemniej prążkowana. Posiadają przysadki o długości 3-4 mm. Szypuła kwiatostanu 2–3 razy dłuższa od liścia.
OwoceOkrągły, owłosiony strąk z kolczasto ząbkowaną grzbiecistą listewką, przybierający po dojrzeniu barwę słomkowoszarą. Wyłuskane nasiona są nerkowate, barwy żółtej, do zielonkawobrunatnej. Mają długość ok. 1 mm

## Biologia i ekologia
Bylina, hemikryptofit. Rośnie dziko na przydrożach, murawach. W klasyfikacji zbiorowisk roślinnych gatunek charakterystyczny dla Cl. Festuco-Brometea. Kwitnie od końca maja, około czterech tygodni. Żerują na niej gąsienice motyla modraszka gniadego.

## Nazewnictwo i zmienność
- Tworzy mieszańce ze sparcetą piaskową[6].
- Posiada kilka synonimów nazwy łacińskiej: Hedysarum onobrychis L., Onobrychis sativa Lam., Onobrychis vulgaris Hill[5].

## Zastosowanie
Uprawiana jest jako roślina pastewna na paszę dla bydła, przede wszystkim w postaci zielonki do bezpośredniego spasania, a także do przyorania na nawóz zielony. Nadaje się na gleby wapienne, nawet płytkie i kamieniste. Znosi przymrozki do -5 °C i suszę. Jest bardzo cenną rośliną sianą jako międzyplon. Znajduje się w rejestrze roślin uprawnych Unii Europejskiej.

## Obecność w kulturze
Jest jedną z roślin, którym przypisywano nazwę dzięcielina występującą w poemacie Pan Tadeusz Adama Mickiewicza. Inną nazwą ludową tej rośliny jest rzęśnia.